# FIRST CUT
《FIRST CUT》(퍼스트 컷)는 쿠라키 마이의 뮤직비디오집이다. 쿠라키의 첫 영상 작품이다. 2000년 11월 8일 발매이다.

## 개요
1번째 싱글 〈Love, Day After Tomorrow〉에서 5번째 싱글 〈Simply Wonderful〉까지의 모든 시글과, 전미 데뷔곡 〈Baby I Like〉의 뮤직비디오를 수록한 VHS · DVD이다. 그 외, 〈Stay by my side〉에서 쿠라키 마이의 가창 장면만을 편집해서 수록한 〈Stay by my side〉 (Dream on ver.), COUNT DOWN TV 등에서 방송된, 1번째 음반 《delicious way》의 전곡 소개영상이나, 〈Secret of my heart〉의 메이킹 풍경, 디스코그래피도 수록.
6번째 싱글 〈Reach for the Sky〉와 동시발매되었다.

## 수록곡
1. opening
2. Love, Day After Tomorrow
3. Stay by my side
4. Secret of my heart
5. making of Secret of my heart
6. NEVER GONNA GIVE YOU UP
7. delicious way (select song)
8. Simply Wonderful
9. Stay by my side (Dream on ver.)
10. Baby I Like
11. Discography